# Charlton Comics
Charlton Comics var ett amerikanskt serieförlag som existerade mellan 1946 och 1985. Grunden till Charlton Comics låg i företaget T.W.O. Charles Company som grundades 1940 av John Santangelo, Sr. och Ed Levy och vars huvudkontor fanns i Derby, Connecticut; namnet kom från de båda männens söner, vilka hette Charles. Serieförlaget var en division av Charlton Publications och distributionsbolaget hette Capital Distribution. Charlton Comics var kända för att arbeta ekonomiskt; bland annat köpte de upp halvfärdiga serietidningar från nedlagda serieförlag och de betalade sina tecknare några av de lägsta lönerna inom branschen. Utöver detta var de också det sista amerikanska serieförlaget att höja priserna på sina serietidningar från 10 till 12 cents under 1962. 1985 gick Charlton Comics i konkurs och 1991 Charlton Publications likaså.